# M-84AS1
Le M-84AS1 et le M-84AS2 sont des versions considérablement modernisées du char de combat principal M-84 conçu par l'Institut technique militaire et produit par l'Institut de révision technique "Čačak" en Serbie,,. La première version désignée sous le nom de M-84AS1 a été présentée en 2017. Les révisions ultérieures comportent de nombreuses améliorations qui ont été présentées en 2020 et 2021.
Les dernières révisions de l'AS1 et de l'AS2 intègrent une armure réactive explosive modulaire nouvellement développée au niveau national, un système moderne de gestion et de contrôle du champ de bataille, une tourelle téléopérée et d'autres mises à jour. Au total, 21 sous-systèmes sont mis à jour avec des versions modernes. AS1 et AS2 sont développés en parallèle et diffèrent par le nombre de sous-systèmes installés et certaines modifications spécifiques de la tourelle téléopérée, la trappe du commandant et la mise en œuvre de l'équipement. L'AS2 sera probablement utilisé comme char de commandant de peloton dès que la modernisation en série commencera.

## Développement

### Histoire
L'impératif de modernisation de la flotte vieillissante de M-84 de la Serbie a présenté à l'Institut technique militaire de Belgrade et à l'industrie de la défense serbe de nombreuses tâches et défis.
La Serbie a hérité de 212 M-84 de Yougoslavie dont la plupart n'ont jamais connu de modernisation depuis leur adoption. Bien qu'un programme de modernisation du M-84 appelé M-84AB1 (plus tard renommé M-84AS) ait été présenté en 2004 par la Serbie avec plusieurs systèmes d'armes russes, il n'a jamais été adopté en masse et seuls 10 M-84 ont été mis à niveau vers ce standard, probablement en raison de la situation financière et politique de la Serbie à cette époque.
Depuis lors, les conceptions de chars à travers le monde ont connu un certain nombre d'améliorations fondamentales telles que l'incorporation d'un blindage réactif explosif, de sous-systèmes et d'optiques mis à jour ou même de systèmes de protection active. Il est devenu évident que même la modernisation du M-84AS était obsolète et qu'un tout nouveau programme de modernisation était nécessaire pour amener le M-84 à un niveau où il pourrait se maintenir en termes d'efficacité et de protection.

### M-84AS1 (2017)
La première version du M-84AS1 de 2017 comportait plusieurs modifications et améliorations par rapport au M-84A et au M-84 de base, y compris le modèle original du T-72.
Une armure réactive explosive domestique de première génération a été appliquée (comparable à Kontakt-5), couvrant une plus grande surface de la tourelle avant et une partie importante de la plaque avant, offrant une meilleure protection. Un nouveau système de contrôle de tir avec des systèmes d'alerte laser et radar domestiques a été mis en place avec une station d'armes télécommandée de 12,7 mm et une suite de protection active. L'arrière du châssis et de la tourelle est en outre équipé d'un blindage en cage tandis que les plaques de blindage fixées à la plaque frontale sont restées.
Bien que ces changements constituaient une amélioration par rapport au précédent M-84, cette conception présentait encore des défauts majeurs, notamment en matière de protection. Il a été critiqué pour la faible couverture de blindage réactif, les mauvais emplacements des capteurs et le manque d'information sur la situation pour l'équipage. Les faiblesses de cette version initiale ont été reconnues et le développement ultérieur du kit de modernisation a commencé. Le résultat a été un M-84AS1 révisé qui a été présenté en 2020.

### M-84AS1 (2020)
Le M-84AS1 de 2020 a corrigé de nombreux défauts trouvés sur la version précédente de 2017,. La tourelle et le châssis sont presque entièrement recouverts d'un blindage réactif explosif domestique de deuxième génération M19, offrant une protection accrue contre les menaces modernes telles que les missiles à attaque par le haut ou à charge tandem selon les concepteurs. Au total, neuf nouveaux sous-systèmes sont intégrés. Parmi eux, un système de contrôle de tir amélioré avec un viseur jour/nuit intégré et de nouveaux capteurs.
De nouvelles formes de système de protection passif et actif sont développées. La protection contre les missiles d'attaque par le dessus comme le FGM-148 Javelin est augmentée en utilisant une meilleure composition d'armure réactive explosive modulaire qui protège le haut de la tourelle et le système de protection active qui utilise une grenade fumigène avec des fumées infrarouges pour créer un écran de fumée afin de bloquer le guidage des missiles. Des caméras thermiques jour/nuit et lunette de commande avec 6 caméras à faible luminosité et d'autres capteurs augmentent la connaissance de la situation de l'équipage du char. Les capteurs d'alerte précoce pour la détection radar, la désignation laser et le lancement de roquettes sont couplés au lancement automatique de grenades fumigènes vers la menace pour assurer la protection,. Un blindage à lamelles supplémentaire pour la protection contre les roquettes est également présent. Un extincteur automatique capable de réagir en quelques millisecondes avec des capteurs UV modernes pour la détection d'incendie est ajouté pour arrêter les explosions dans les compartiments du réservoir. Un nouveau type de tourelle téléopérée avec une mitrailleuse de calibre 12,7 mm est ajouté afin que le commandant puisse opérer en toute sécurité à l'intérieur de la tourelle. Au total, environ 21 nouveaux sous-systèmes sont développés pour augmenter la capacité de survie, la mobilité et la précision des M-84AS1 et M-84AS2. La défense NRBC est augmentée avec de nouveaux capteurs et processus d'automatisation,. Un nouveau canon de char de calibre 125 mm sera produit dans l'usine Borbeni složeni sistemi ainsi que de nouvelles munitions avec une meilleure pénétration et des caractéristiques explosives, y compris une cartouche à dispersion de calibre 125 mm,,. L'obus APFSDS qui est tiré sur le char est connu pour avoir une pénétration de 500 mm à une distance de 2 km,,.

## Efficacité
De nombreuses améliorations adoptées pour la modernisation locale des M-84AS1 et M-84AS2 donnent de meilleurs résultats finaux que certains autres programmes de modernisation actuels développés pour le T-72. Alors que l'armure de base de certaines versions du T-72 est meilleure que l'armure de base du M-84, une armure réactive explosive modulaire plus récente et mieux placée  fournira une meilleure couverture et protection et de nouveaux systèmes fourniront une bien meilleure connaissance de la situation supplémentaire avec un meilleur canon et munitions. La nouvelle variante de char comportera un moteur amélioré par rapport à un T-72 standard (passé de 780 à 840 ch), ce qui donnera un avantage global au combat au M-84AS1 par rapport à la plupart des autres variantes de T-72 modernisées. En termes de protection, il est souvent considéré comme encore meilleur que son homologue russe T-72B3,,.